# برقی پور
طایفه برقی پور(شاملو)
ایل برقی پور از ایل‌های کرد ایران و از کردهای قزوین هستند.
ایل برقی پور در منطقهٔ آبیک قزوین عموما در روستاهای میانکوه، زاغه، قزانچال، باقرآباد کرد، حلال آباد، مالی آباد، بهرام آباد، ساکن هستند. گروهی نیز به روستاهای همجوار مهاجرت کرده و بنا به اقتضای شغلی و غیره در انجا با اقوام ترک و دیگر اقوام زندگی می‌کنند که  از ان جمله می‌توان به روستاهای حاجی تپه، خاکشان، دارالسرور، و غیره اشاره کرد. شاخه‌ای از کردهای برقی پور میانکوه به حسین‌آباد کرد، مهاجرت کرده و تعدادی نیز با حضور دکتر مصدق در زمین‌های شخصی ایشان در احمدآباد در قسمتی که در حوزهٔ استحفاظی استان البرز کنونی است مهاجرت کردند و این روستا را بنیان نهادند. خانوادههای برقی پور در احمدآباد در حال حاضر، برقی پور کرد هستند. لازم به ذکر است گروه دیگری از طوایف کرد نیز همراه با طوایف برقی پور به احمدآباد مهاجرت کردند که جز ساکنان اولیهٔ احمدآباد هستند. طوایف برقی پور به همراه این خانواده‌ها را می‌توان ساکنان اولیهٔ احمدآباد دانست.
پس از آنکه حکومت صفوی طایفه فیلی را در لرستان حکومت داد، بر این ایل تمکین از روسای فیلی شاق آمد و در قشلاق به خوزستان از طریق رامهرمز و کهگیلویه به فارس مهاجرت کردند. پس از ظهور کریم خان زند این ایل به سبب همزبانی و همریشگی با زندیان بنای همکاری با آنان را گذاردند و این همبستگی تا زمان زکی خان زند ادامه داشت. زکی خان به دلیل ستمگری و ظلمی  که بر مردم روا می‌داشت، توسط دو سردار برقی پور خود به قتل رسید. آقامحمدخان قاجار پس از رسیدن به سلطنت صلاح را در آن دید که برخی از ایالات فارس را به بکوچاند. به همین سبب ایل برقی پور به دشت قزوین، ملایر، تویسرکان و نهاوند منتقل شدند.
مانند سایر ایلات ایران، اعضای ایل برقی پور قزوین به فرماندهی روسای ایل در خدمت قشون بودند و در جنگهای مختف شرکت می‌کردند.

## فهرست روسای ایل برقی پور
1. عباس خان برقی پور (معاصر آقامحمدخان قاجار)
2. مهدی خان برقی پور
3. تیمور خان برقی پور
4. فتح‌الله خان برقی پور (درگذشته ۱۲۶۱ هجری قمری)
5. قلیچ خان برقی پور
6. محمدشریف خان برقی پور